# 静かなる海
『静かなる海』（しずかなるうみ、原題：고요의 바다、英語：The Silent Sea）は、2021年12月24日から配信されているNetflixオリジナルドラマ。静かなる海、とは月の別称。
2014年に同名の短編映画を演出したチェ・ハンヨン監督が再演出。脚本はク・ウンギョ。

## あらすじ
必要資源の枯渇により荒廃した未来の地球。月に捨てられた研究基地へ疑問のサンプルを回収しに行く精鋭部隊の物語。

## キャスト
※括弧内は日本語吹替。
- ソン・ジアン博士 - ペ・ドゥナ（竹内絢子）：宇宙生物学者。
- ハン・ユンジェ探査隊長 - コン・ユ（諏訪部順一）
- リュ・テソク大尉 - イ・ジュン（福西勝也）：チーフエンジニア。

## スケジュール
- 2020年9月8日、主演3名の出演確定が報道された[3][4]。